# 콜로니치 죄르지
콜로니치 죄르지(헝가리어: Kolonics György, 1972년 6월 4일~2008년 7월 15일)는 헝가리의 카누 선수이며, 콜로(Kolo)라는 별명으로 불렸다. 
선수 생활 동안 올림픽 4회(1992년, 1996년, 2000년, 2004년) 출전했으며, 이 중 1996년과 2000년 500m 부문에서 금메달을, 1996년과 2004년 1000m 부문에서 동메달을 획득하였다. 또한 세계 선수권 대회 500m와 1000m 부문에서 통산 금메달 15개, 은메달 9개, 동메달 4개를 획득했다.
2008년 7월 15일 부다페스트에서 2008년 하계 올림픽 출전에 대비하기 위한 훈련을 하다 심근 경색으로 의식을 잃고 쓰러졌으며, 긴급 의료원이 응급처치 및 심폐소생술을 행했지만 결국 사망했다. 부검 결과 죽종으로 인해 관상동맥이 막힌 것이 원인이 되어 사망한 것으로 밝혀졌다.